# Chincholi
Chincholi là một thị xã panchayat của quận Gulbarga thuộc bang Karnataka, Ấn Độ.

## Địa lý
Chincholi có vị trí 17°28′B 77°26′Đ / 17,47°B 77,43°Đ Nó có độ cao trung bình là 462 mét (1515 feet).

## Nhân khẩu
Theo điều tra dân số năm 2001 của Ấn Độ, Chincholi có dân số 17.158 người. Phái nam chiếm 53% tổng số dân và phái nữ chiếm 47%. Chincholi có tỷ lệ 56% biết đọc biết viết, thấp hơn tỷ lệ trung bình toàn quốc là 59,5%: tỷ lệ cho phái nam là 65%, và tỷ lệ cho phái nữ là 46%. Tại Chincholi, 16% dân số nhỏ hơn 6 tuổi.